# Eudald Espluga i Casademont
Eudald Espluga i Casademont (Sant Miquel de Fluvià, 1990) és un assagista i periodista cultural català. És llicenciat en Filosofia i realitzà un màster en Comunicació i Estudis Culturals per la Universitat de Girona. Dedica la seva investigació doctoral al fenomen de l'autoajuda i ha col·laborat amb diversos mitjans, entre ells Vice, PlayGround, RAC1, El Salto i Núvol.
L'any 2021 publicà No seas tu mismo. Apuntes sobre una generación fatigada, una reflexió crítica sobre la generació millennial, saturada pels discursos de superació personal propis del capitalisme digital, centrant-se en la fatiga com a símptoma d'una generació massa autoexigent i marcada pels imperatius de realització professional i personal.

## Obra publicada
- Mediterròniament. La catalanitat emocional, amb Damià Bardera (Biblioteca del Núvol, 2014)[7]
- Las pasiones ponderadas (Capitán Swing, 2015)[8]
- Rebeldes. Una historia ilustrada del poder de la gente (amb il·lustracions de Miriam Persand, Lumen, 2021)[9][10]
- No siguis tu mateix. Apunts sobre una generació fatigada (Edicions 62, 2022)[11][12]

### Col·laboracions
- Humanitats en acció, Raig Verd, 2019. ISBN 978-84-16689-63-7.[13]